# Sigurjón's Friends
Sigurjón's Friends è un gruppo musicale islandese comprendente gli artisti Gunnar Ólason, Vignir Snær Vigfússon, Pálmi Sigurhjartarson, Matthías Matthíasson, Hreimur Örn Heimisson e Benedikt Brynleifsson, formatosi nel 2011.
Il 12 febbraio 2011 il gruppo ha vinto la selezione nazionale islandese Söngvakeppni Sjónvarpsins 2011 con la canzone Aftur heim. Il cantante originale doveva essere Sigurjón Brink, che però è morto inaspettatamente il 17 gennaio 2011. I suoi amici decisero di rimanere nella competizione ed assunsero il nome di Sigurjón's Friends (Gli amici di Sigurjón).
Vincendo il Söngvakeppni Sjónvarpsins il gruppo ha acquisito il diritto di partecipare all'Eurovision Song Contest 2011 a Düsseldorf in Germania, che l'ha anche visto arrivare in finale.